# Britansko Carstvo
Britansko Carstvo je naziv za zajednicu dominiona, kolonija, protektorata, mandata i drugih ovisnih područja kojima je upravljalo Ujedinjeno Kraljevstvo Velike Britanije i Sjeverne Irske. Svoje začetke ima u 16. i 17. stoljeću kada Engleska započinje sa stvaranjem svojih prekomorskih posjeda. Do 1922., Britansko Carstvo je imalo oko 458 milijuna stanovnika, što je bila jedna četvrtina svjetske populacije, a pokrivalo je preko 33.000.000 km² – približno četvrtinu Zemaljske kugle. Kao posljedica toga, engleski jezik i britanska kultura imali su dominantan utjecaj diljem svijeta. Na vrhuncu moći, za Britansko Carstvo se koristio izraz – "carstvo u kojemu Sunce nikada ne zalazi".
U vrijeme velikih geografskih otkrića, Portugal i Španjolska bili su prvaci u otkrivanju i kolonizaciji novih teritorija. Pojavila se zavist moćnih europskih država, Engleske, Francuske i Nizozemske, pa i oni započinju kolonijalnu ekspanziju i otvaraju nove trgovačke puteve u Americi i Aziji. Uzastopni kolonijalni ratovi s Francuskom i Nizozemskom učinili su Englesku (Britansko Carstvo nakon Zakona o Uniji iz 1707. sa Škotskom) dominantnom kolonijalnom silom na prostoru Sjeverne Amerike i Indije. Međutim, gubitak 13 američkih kolonija nakon Američkoga rata za neovisnost zadali su težak udarac Britanskome Carstvu, odvajajući je od ostatka kolonija. Unatoč zadanome udarcu, Britanska imperija se širi na tlo Afrike, Azije i na Tihi Ocean. Nakon pobjedonosnog rata s Francuskom 1815., Britanija je uživala držeći svjetsku moć i siguran vodeći položaj. Veći stupanj autonomije u Britanskome Carstvu uživale su bjelačke kolonije. Negativne pojave bile su iskorištavanje kolonija, lihvarenje i trgovina opijumom, koja je dovela i do Opijumskih ratova.
Uspon Njemačke i SAD-a poljuljao je vodeću ulogu Britanskoga Carstva u svijetu. Vojne i ekonomske tenzije između Njemačke i Britanije jedan su od glavnih uzroka Prvoga svjetskog rata, nakon kojeg će Britanija ponovno preuzeti kormilo Europe. Međutim rat je uzrokovao veliki financijski gubitak i uzdrmao britansku industriju. Drugi svjetski rat također je bio loš za britansku ekonomiju i prestiž. Kolonije na Istoku okupiraju Japanci, i unatoč pobjedi, Britanija je ponovno imala ekonomski problem. Dvije godine poslije rata, Britanija je garantirala neovisnost nekim svojim kolonijama, kao što je Indija.
Tijekom 20. stoljeća većina britanskih kolonija postaju neovisne države, slijedeći globalnu dekolonijalizaciju. Dekolonizacija je dovela i do vraćanja Hong Konga Kini 1997. Nakon proglašene neovisnosti, većina bivših britanskih kolonija postale su članicom Commonwealtha. 16 članica Commonwealtha dijeli čelo države s kraljem/kraljicom Britanije, a danas tu dužnost obnaša kralj Karlo III., a 14 članica je pod britanskom suverenošću.

## Britanski zločini nad domorocima kolonija
Englezi su 1553. dvama brodovima i jednom pinasom (lakim jedrenjakom s dvama jarbolima) dopremili u londonsku luku 400 funti zlata, 36 bačvi papra u zrnu i otprilike 250 slonovskih kljova. Bili su uvelike iznenađeni vidjevši kako se za bakrenu i mjedenu zdjelu može dobiti zlata u vrijednosti 30 tadašnjih funti sterlinga. John Hawkins, trgovac iz Plymoutha, sklopio je 1562. godine savez s dvojicom kraljeva Sijera Leonea kako bi napali susjedne zemlje, a za usluge koje su pružili njegovi vojnici dobio je nekoliko stotina ratnih zarobljenika. Odveo ih je u Spanish Main (sjeverna obala Južne Amerike između Orinoca i Paname) i podosta zaradio prodavši ih u roblje. Britanski državni tajnik za kolonije lord Dartmouth još je 1775. mogao u Parlamentu reći da njegova vlada ne može dopustiti obustavu ni "bilo kakvo" slabljenje "trgovine koja toliko koristi naciji". Samo 1825. godine groznicama su podlegla 52 misionara duž zapadne obale, ali dragovoljaca nikad nije uzmanjkalo. Nigerski biskup Samuel Ajayi Crowther preveo je Bibliju na jorupski. Do 1864. u delti Nigera sagrađena je čak 21 postaja britanskih poduzeća, a sedam godina kasnije rijekom je plovilo 7 britanskih parobroda. Jedan britanski funkcionar 1883. objašnjava svome ministru: "Protektorati su neugodan teret, no u ovom je slučaju, ako sam u pravu, riječ o tome hoće li ovi protektorati biti britanski, što će biti neugodno, ili francuski, što će biti kobno". Propisom Glen Grey Act 1894., koji je možda smislio predstavnik britanskih kolonista Cecil Rhodes, predviđeno je da afrički muškarci u Kapskoj provinciji moraju godišnje plaćati 10 šilinga "poreza na rad" ne uzmognu li dokazati da su tri mjeseca svake godine "služili ili bili zaposleni izvan granica okruga". Time se, ukratko, željelo natjerati Afrikance nadničiti za Europljane, pri čemu su se vlasti pobrinule za to da nadnice ostanu puno manje od onih koje bi zahtijevali europski radnici. Seljaku je nametnut godišnji porez koji je morao plaćati u gotovu novcu, a zaraditi je mogao jedino radom za Europljane; kada seljak ne bi mogao platiti, kolonijalna policija odvela bi ga na "zatvorski rad". Procjenjuje se da je od 1914. do 1918. godine 46 000 Kenijaca preminulo u britanskoj vojnoj službi. Nakon 40 godina britanske uprave u Tanganjiki, među gotovo 10 000 000 stanovnika, točno je 318 učenika dospjelo do dvanaestog razreda (tj. posljednjeg razreda četverogodišnjega srednjeg obrazovanja), a samo 245 učenika dobilo je svjedodžbu koja im je omogućavala daljnje školovanje. Buna Kikuya protiv britanskih doseljenika u Keniji počela je 1953., a ugušena četiri godine kasnije uz smrt 10 000 kikujskih pobunjenika. Službeni podaci pokazuju da su, uzeti zajedno, tri britanska posjeda u istočnoj Africi (Kenija, Tanganjika i Uganda), s ukupno 24 000 000 stanovnika, u nekoliko desetljeća "skrbi" izdavala manje od 2 000 svjedodžbi godišnje, dakle, manje od jedne na 12 000 stanovnika. U zapadnoj Africi općenito je bilo nešto bolje, u drugim područjima često puno gore. Službeni podaci za 1958. godinu, nakon 33 godine vladavine Britanaca u krunskoj koloniji Južnoj Rodeziji, pokazuju da se 12 158 afričke djece upisalo u najniži razred (tzv. podrazred A), a do vrha ljestvica (dvanaestog razreda) dospjelo ih je točno 13 i to na otprilike 3 000 000 domorodnih stanovnika.